# Grupa awaryjna
Grupa awaryjna – zespół personelu technicznego jednostki wojskowej, wyposażony w odpowiednie środki (zależnie od przewidywanej sytuacji), mający za zadanie udzielanie pomocy w usuwaniu awarii samolotu.